# Philippe-Jean Bunau-Varilla
Philippe Jean Bunau-Varilla (París, 26 de julio de 1859–ibidem, 18 de mayo de 1940), comúnmente llamado Philippe Bunau-Varilla o Monsignor Brun Varilla, fue un ingeniero y soldado francés. 
Con la ayuda del abogado William Nelson Cromwell, tuvo una gran influencia en la decisión de los Estados Unidos de construir un canal a través del istmo de Panamá. Fue responsable de motivar al presidente de los Estados Unidos, Theodore Roosevelt para propiciar la separación de Panamá de Colombia en 1903 y también de firmar el Tratado Hay-Bunau Varilla que concedía el canal de Panamá y su zona adyacente a perpetuidad a los EE. UU.; aunque fue derogado 74 años después con los Tratados Torrijos-Carter.
En 1888 tuvo que dejar el país debido a que la Compañía de De Lesseps quedó en bancarrota y la construcción francesa del canal se paralizó. Sin embargo, en 1902 persuadió al Senado de Estados Unidos para que construyera el Canal en el istmo de Panamá, mostrando a los senadores unos sellos nicaragüenses en los que aparecía el volcán Momotombo en erupción. Hasta ese momento, Estados Unidos estaba interesado en construir un canal en Nicaragua, pero con la intervención de Bunau-Varilla cambiaron de opinión.
En miras de obtener ganancias con el canal en Panamá, Bunau-Varilla comenzó a idear planes con los líderes panameños en 1903 para conseguir la independencia del futuro nuevo estado. Secretamente Bunau-Varilla estaba preparando una constitución, una bandera, y un tratado del canal para la nueva nación; sin embargo no se cristalizaron todas sus ideas, debido a la oposición de los nuevos gobernantes panameños, excepto una: el tratado del canal. El 18 de noviembre de 1903 se aprueba el Tratado Hay-Bunau Varilla que daba el control del canal de Panamá a los Estados Unidos. 
Bunau-Varilla iba a estar muy involucrado económicamente en la construcción del canal hasta su inauguración en 1914, cuando regresa a Francia y sirve como oficial del ejército en la Primera Guerra Mundial, perdería una pierna en la Batalla de Verdún.

## Inicios
Bunau-Varilla nació el 26 de julio de 1859 en París, Francia. Tras graduarse en la École Polytechnique con 20 años de edad permaneció en Francia por tres años. En 1882 abandonó su carrera en obras públicas en la Escuela Nacional de Puentes y Calzadas y se trasladó a Panamá. Llegó al istmo en 1884, empleado en la Compañía Universal del Canal Interoceánico de Panamá de Ferdinand de Lesseps. Alcanzó el puesto de director general de organización y alimentación.

## Canal de Panamá

### Contratiempos tempranos
Después de que la compañía del Canal de Panamá quebró en 1888 en medio de acusaciones de fraude, Bunau-Varilla se quedó sin recursos en Panamá, y luchó por buscar una nueva oportunidad para la construcción del canal. Cuando se levantó la Nueva Compañía del Canal de Panamá, Bunau-Varilla navegó de vuelta a su Francia natal, después de haber adquirido una gran cantidad de acciones. Sin embargo, como la empresa de Lesseps hizo antes, la nueva compañía de Canal de Panamá pronto abandonó los esfuerzos para construir el canal, y vendió las tierras en Panamá a los Estados Unidos, con la esperanza de que la compañía no fracasaría totalmente. El entonces presidente de Estados Unidos, Grover Cleveland, un antiimperialista, eludió la cuestión del canal. Con la ascensión de un líder más oportunista, Theodore Roosevelt, se reanudó en los Estados Unidos el asunto de la planificación del canal.

### Poder de persuasión
Bunau-Varilla, promovió incesantemente la construcción de un canal a través de Panamá. Con la ayuda del abogado de Nueva York de la nueva compañía del Canal de Panamá, William Nelson Cromwell, finalmente convenció al Gobierno de los Estados Unidos para que seleccionara Panamá como el emplazamiento del canal, a diferencia de la alternativa popular: Nicaragua. Cuando sus oponentes expresaron su interés en construir un canal a través de Nicaragua, por entonces una nación políticamente menos volátil, Bunau-Varilla hizo activamente una campaña en todo el Noreste, llevando fotografías y sellos de correos de Nicaragua con el volcán Momotombo arrojando ceniza y lava sobre la ruta propuesta. A través de un cabildeo extenso a empresarios, funcionarios del Gobierno y el público estadounidense, Bunau-Varilla convenció con éxito al Senado de los Estados Unidos a destinar 40 millones de dólares para la Nueva Compañía de Canal de Panamá a través de la Ley Spooner de 1902. Los fondos estaban supeditados a la negociación de un tratado con Colombia para proporcionar las tierras para la construcción del canal en el territorio de Panamá, el cual era todavía un departamento de esa nación.

## Ingresos personales
Uno de los aspectos más interesantes (y ciertamente más desconcertantes) de la vida de Bunau-Varilla eran sus fuentes de ingresos. Huéspedes de su elegante residencia de París a menudo se reflejaban en la inmaculada majestuosidad de la casa. Era conocido por saber entretener a sus amigos y socios estratégicos en algunas de las actividades más caras de su tiempo. Recientemente se ha descubierto de donde obtuvo el dinero para una existencia tan magnífica. Su dinero no lo hizo como ingeniero durante su primera estancia trabajando en el primer proyecto del canal de Panamá (bajo De Lesseps) ni heredó riqueza significativa de familiares o de sus padres, pues era hijo ilegítimo; hizo su fortuna durante su segundo periodo de estancia en Panamá de 1886 a 1889 donde gestionó su propia compañía, ARTIGUE & SONDEREGGER, junto con su hermano Maurice, quien sería más tarde el rico propietario de LE MATIN, uno de los principales diarios parisinos.